# Баллиброфи холт
Баллиброфи холт — железнодорожная станция, открытая 1 сентября 1847 года и обеспечивающая транспортной связью Баллиброфи в графстве Лиишь, Республика Ирландия. Со стороны Дублина примыкает ветка на Лимерик, через Нина.

## История

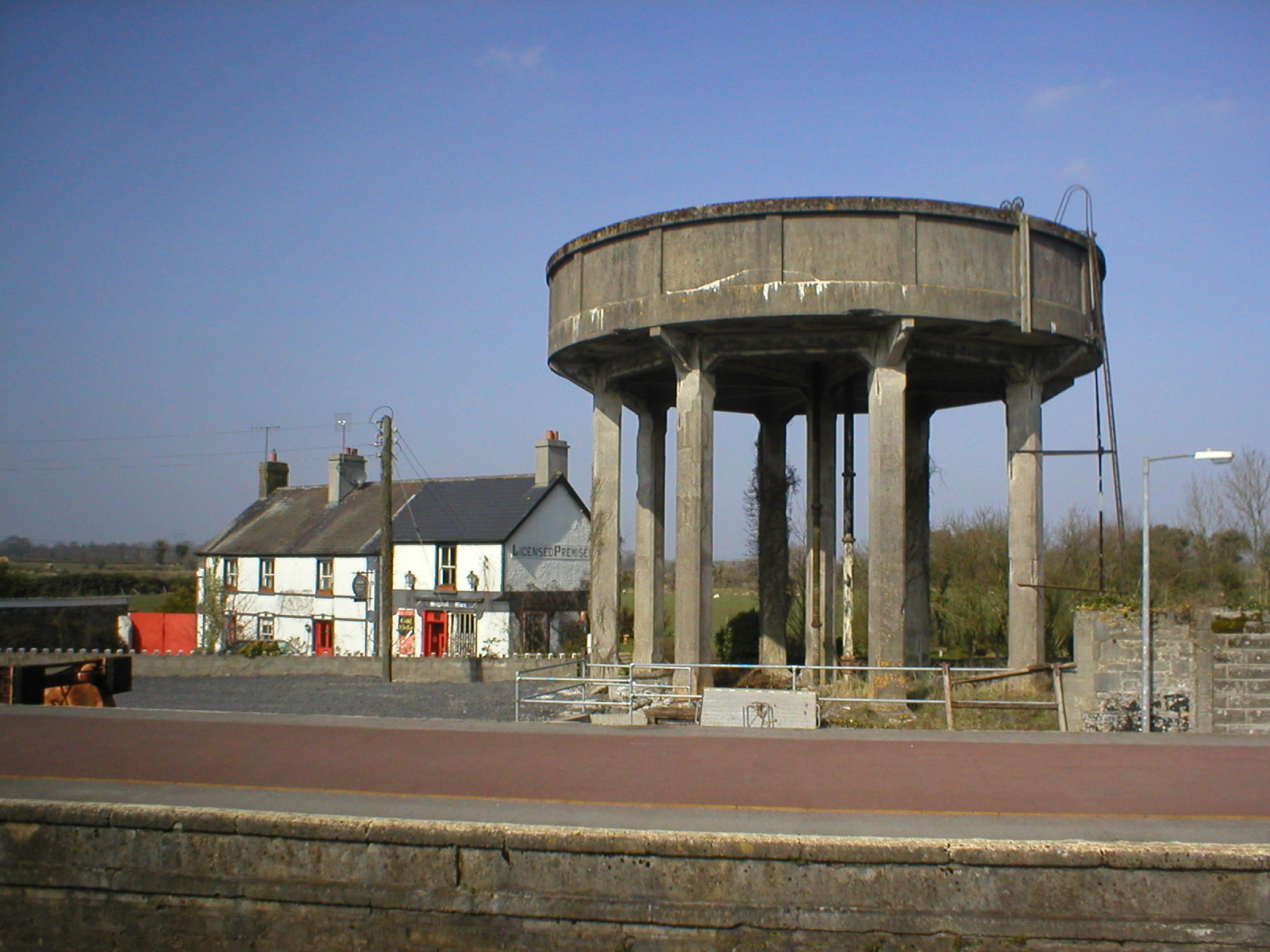
Старая водонапорная башня, как напоминание об эпохе пара. Баллиброфи Холт, 2002 год.

Изначально, после открытия, станция получила название Роскри-энд-Боррис, по расположенным вблизи небольшому городу Роскри и деревни Боррис-ин-Оссори. Дважды переименовывалась — в 1858 году в Роскри-энд-Парсонстаун Джанкшен, а в 1871 получила современное название.